# 文殊山 (福井県)
文殊山（もんじゅさん）は、福井県福井市と鯖江市にまたがる標高365mの山である。

## 概要
泰澄が開山した越前五山（文殊山・白山・越知山・吉野ヶ岳・日野山）のひとつである。最高峰となる大文殊のほかに、小文殊（天狗杉、296m）、奥の院（350.5m）の三峰からなる。また、大文殊には本堂、小文殊には室堂が設けられている。
低山で市街地からのアクセスがよいことから、登山初心者向けで小学生の遠足のコースにもなっている。また、ヤマップがスマートフォンアプリでの登山状況を調査したところによると、福井県内の山では最も多いアクセス数を記録している（2021年調べ）。
1年を通して登山が可能で、カタクリ・ツツジ・アジサイ、秋には紅葉狩りなど自然が豊かであり、登山道からは奥越山塊の上に白山も見え、福井平野も一望できる。

## 歴史
養老元年（717年）に泰澄が開山、麓にある楞厳寺（りょうごんじ）も泰澄が開祖となっている。文殊山は、角原地区（福井市角原町）からの眺めが富士山に似ていることから、「角原富士」（郷土富士）の別名がある。また、西行が当地を行脚した際「越しに来て富士とやいはん角原の文殊が岳の雲のあけぼの」と詠んだ。
山上の本堂（大文殊）には文殊菩薩、奥の院（大汝）には聖観音菩薩、室堂（小文殊）には阿弥陀如来像が安置されている。また、頂上では須恵器をはじめとする縄文土器も出土している。北麓には縄文後期以後の糞置遺跡がある。

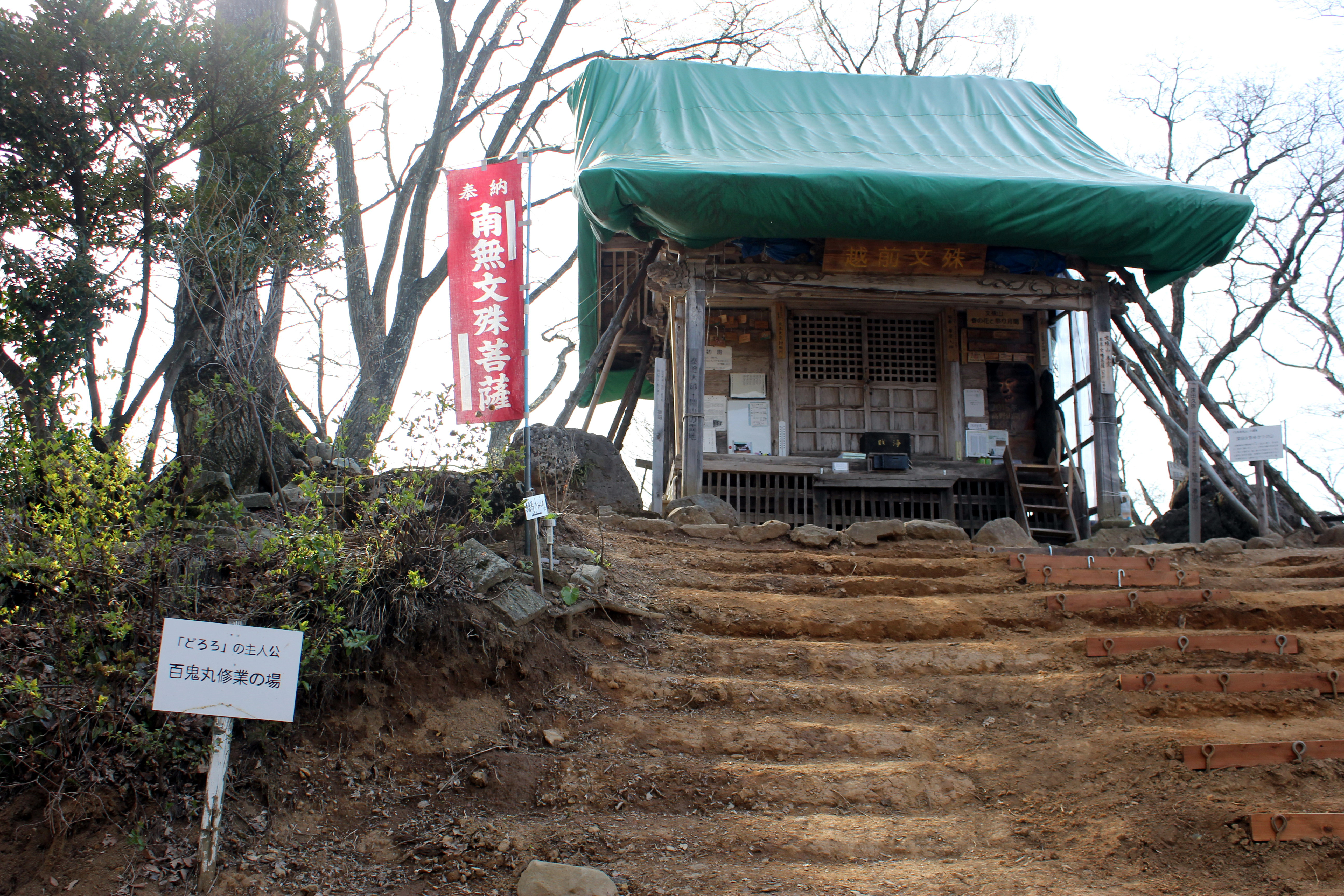
本堂（大文殊）
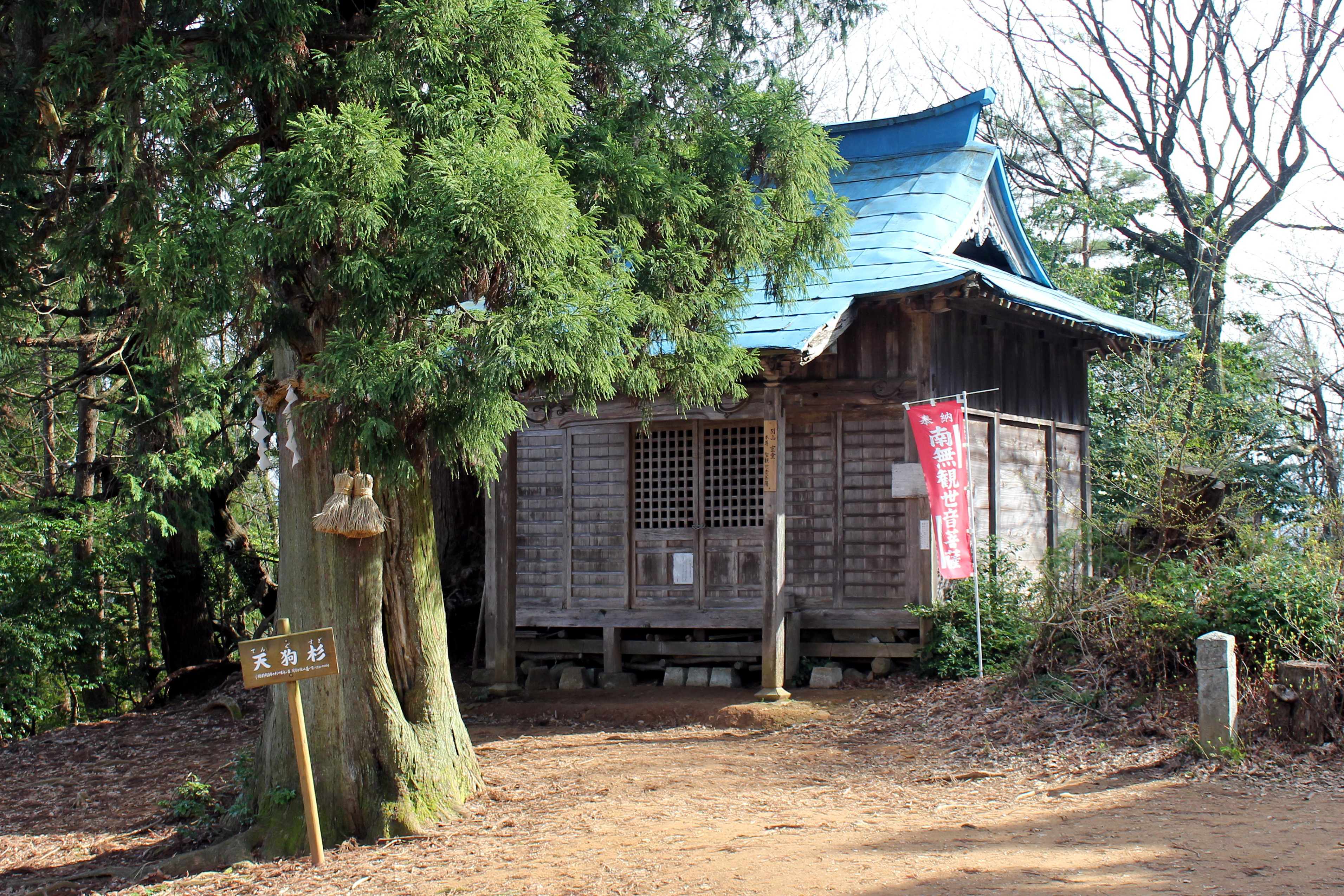
室堂（小文殊）
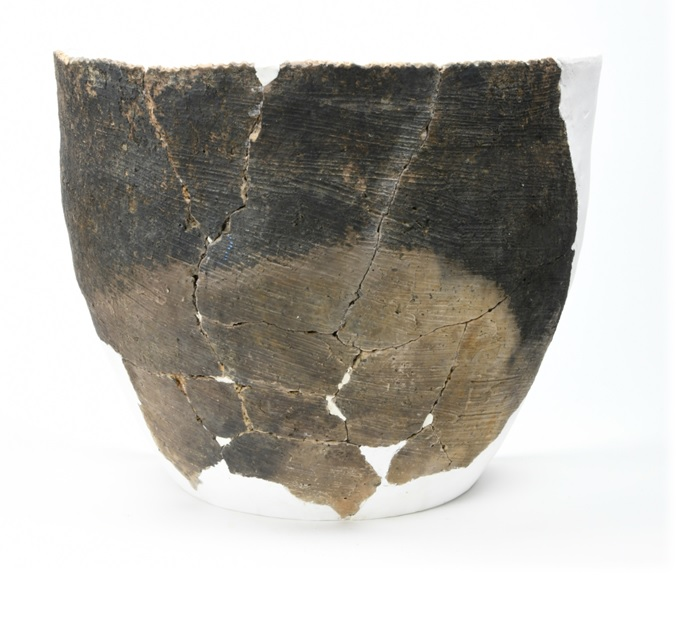
糞置遺跡から出土した縄文晩期の深鉢

## 登山道

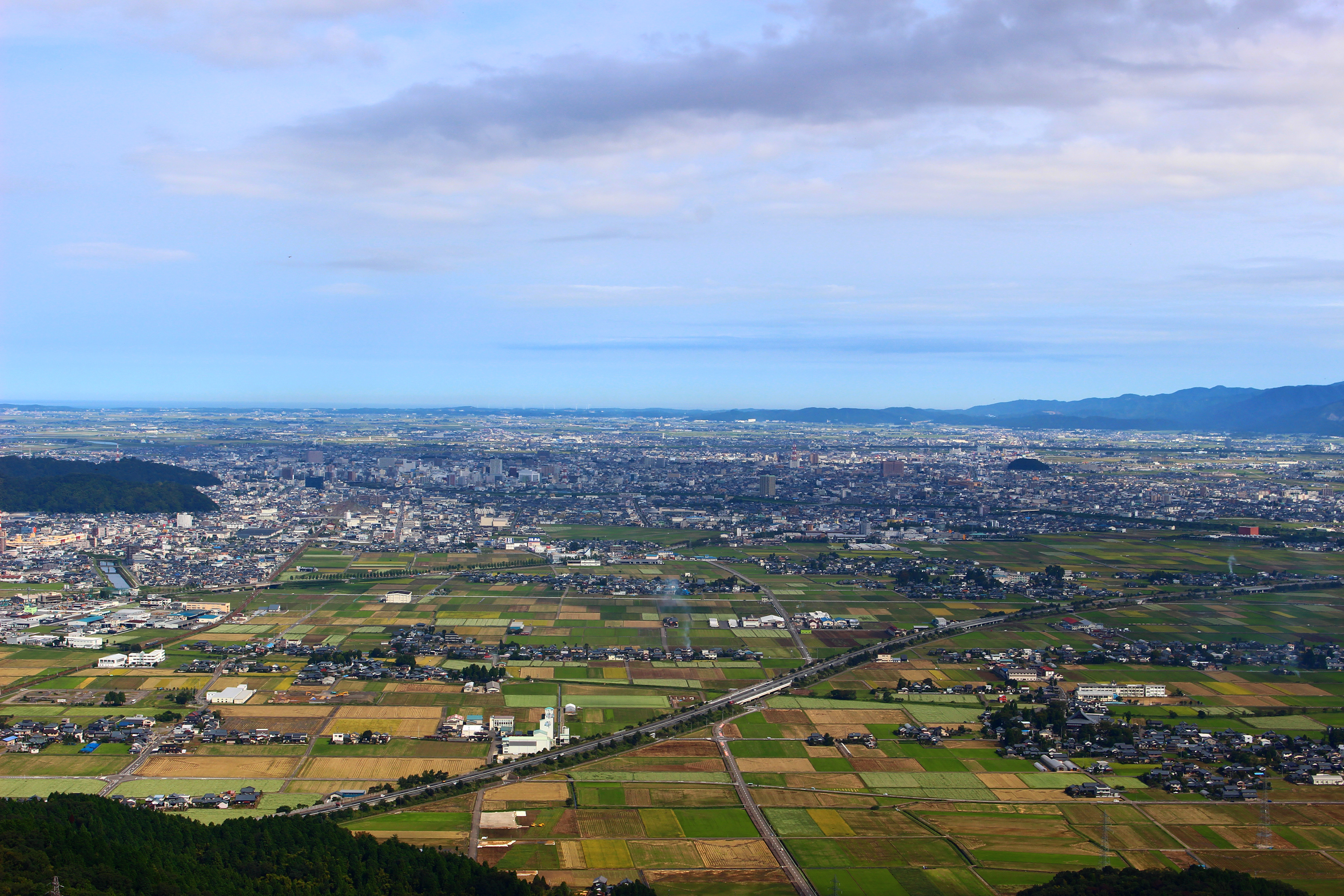
福井平野を望む

山頂への登山コースは10コースが整備されている。主なコースには以下のものがある。
- 二上駐車場からのコース

福井市二上町にある登山口からのコース。駐車場が整備されており、市街地から比較的近くアクセスがよいことから、文殊山登山では利用者が多い。登山口と山頂の往復で約2時間から2時間半の行程となる。
- 楞厳寺からのコース

福井市大村町にある楞厳寺そばの登山口からのコース。途中で前述の二上からのコースと合流する。登山口と山頂の往復で約3時間前後の行程となる。

### 周辺の主な山
- 部子山
- 飯降山
- 一乗城山
- 越知山（文殊山から西方の位置にある）[9]
- 足羽山